# Carlo II d'Orléans
Carlo di Valois (Saint-Germain-en-Laye, 22 gennaio 1522 – Forest-Montiers, 9 settembre 1545) era il sesto figlio di Francesco I di Francia e Claudia di Francia. Fu Duca d'Orléans dal 1522 al 1545. Suo fratello era quindi Enrico II di Francia e sua cognata Caterina de Medici.

## Biografia
Da piccolo contrasse il vaiolo e durante la malattia rimase cieco da un occhio; pare tuttavia che il difetto non si notasse, e Carlo era anzi considerato il più bello dei tre figli maschi di Francesco I. Nel 1536 morì il maggiore dei suoi fratelli, il Delfino Francesco, e divenne erede al trono l'altro fratello, Enrico. Carlo aveva un carattere allegro: era galante, spiritoso, stravagante (per alcuni addirittura frivolo ed effeminato, come suggerisce una poesia di Clément Marot). Per i suoi modi assomigliava molto al padre ed era molto amato a corte; il delfino Enrico, al contrario, aveva un carattere schivo e taciturno (maturato probabilmente durante gli anni di prigionia in Spagna come ostaggio) ed era perciò nettamente meno popolare a corte del fratello minore. Anche il padre, re Francesco, preferiva Carlo a Enrico, col quale non s'intendeva affatto.
Nel 1540 Carlo V, come proposta di pace, aprì una trattativa matrimoniale con Francesco I per dare in sposa sua figlia Maria d'Asburgo al principe Carlo. L'imperatore avrebbe dato in dote i Paesi Bassi, la Franca Contea e lo Charolais ma pretendeva che Francesco I lasciasse la Savoia e la Lombardia. L'accordo risultò per Francesco troppo gravoso in quanto non era disposto a lasciare i suoi domini italiani. In realtà dietro a questo rifiuto si celavano le trame della sua favorita, Madame d'Etampes che voleva la guerra tra Francia e impero per colpire così il delfino Enrico II di Francia e la sua amante Diana di Poitiers.
Le ostilità vennero difatti aperte il 10 luglio 1542 in Lorena. Anche Carlo partecipò al conflitto: a capo delle truppe del Reno, cercò di raggiungere il fratello Enrico, a capo dell'esercito del sud, a Perpignano ma non arrivò in tempo per portare aiuti e la Francia subì una dura sconfitta.
Carlo V tornò a proporre a Francesco la possibilità di sposare il principe Carlo con sua figlia Maria o una figlia di Ferdinando I, fratello di Carlo V. L'imperatore offriva stavolta il Milanese e rinunciava ai suoi diritti sulla Borgogna; in cambio Francesco I avrebbe dovuto conferire al figlio, oltre al ducato di Orléans, i feudi di Châtellerault, la Lorena e l'Angoumois.
Il trattato di matrimonio però non venne stipulato: Carlo morì a soli ventitré anni il 9 settembre 1545. Si stava recando col fratello Enrico, con cui si era riconciliato, a Boulogne, per combattere gli inglesi che l'assediavano. Il nunzio pontificio, in una lettera indirizzata al presidente del Concilio di Trento, descrisse le circostanze della morte del principe. Il 4 settembre Carlo ed Enrico giunsero all'accampamento del re fra Abbeville e Montreuil; la regione era in quel periodo funestata da un'epidemia di peste. Non gradendo l'alloggio assegnatogli, Carlo si insediò in una casa dove erano da poco morte otto persone contagiate dal morbo. Quando fu messo in guardia contro il pericolo, disse: «mai un figlio di Francia è morto di peste.»; dunque si gettò sui letti dei morti, ridendo e addirittura ingaggiando una battaglia di cuscini coi propri compagni. In seguito, cominciò ad alzarglisi la febbre e cadde ammalato. Le sue condizioni migliorarono, ma il 9 settembre ebbe una ricaduta e chiese gli venisse data l'ultima comunione. Suo fratello Enrico tentò disperatamente di fargli visita sul letto di morte e per ben tre volte gli fu impedito con la forza di avvicinarsi al morente, poiché si temeva un contagio. Lo visitò invece suo padre, re Francesco, al quale disse queste parole appena prima di spirare: «Ah, mio signore! Io muoio, ma poiché vedo la vostra maestà, muoio contento.». Dopo essersi abbandonato al dolore, re Francesco fece evacuare i luoghi contaminati.
Enrico II farà inumare insieme a Saint Denis il proprio padre Francesco I e i proprî fratelli, Carlo d'Orléans e il Delfino Francesco, morto in piena gioventù una decina d'anni prima.

## Ascendenza
|                                   |                       |                           | Genitori                     |  |  | Nonni |  |  | Bisnonni                    |  |  | Trisnonni                 |  |
|                                   |                       |                           |                              |  |  |       |  |  | Giovanni, di Valois-Orlèans |  |  | Luigi I di Valois-Orléans |  |
|                                   |                       |                           |                              |  |  |       |  |  | Giovanni, di Valois-Orlèans |  |  | Luigi I di Valois-Orléans |  |
|                                   |                       | Valentina Visconti        |                              |  |  |       |  |  | Giovanni, di Valois-Orlèans |  |  |                           |  |
| Carlo di Valois-Orléans-Angoulême |                       |                           |                              |  |  |       |  |  | Giovanni, di Valois-Orlèans |  |  |                           |  |
|                                   |                       | Margherita di Rohan       | Alain IX de Rohan            |  |  |       |  |  |                             |  |  |                           |  |
|                                   |                       | Margherita di Rohan       | Alain IX de Rohan            |  |  |       |  |  |                             |  |  |                           |  |
|                                   |                       | Margherita di Rohan       | Margherita di Bretagna       |  |  |       |  |  |                             |  |  |                           |  |
| Francesco I di Francia            |                       | Margherita di Rohan       |                              |  |  |       |  |  |                             |  |  |                           |  |
|                                   |                       | Filippo II di Savoia      | Ludovico di Savoia           |  |  |       |  |  |                             |  |  |                           |  |
|                                   |                       | Filippo II di Savoia      | Ludovico di Savoia           |  |  |       |  |  |                             |  |  |                           |  |
|                                   |                       | Filippo II di Savoia      | Anna di Cipro                |  |  |       |  |  |                             |  |  |                           |  |
| Luisa di Savoia                   |                       | Filippo II di Savoia      |                              |  |  |       |  |  |                             |  |  |                           |  |
|                                   |                       | Margherita di Borbone     | Carlo I di Borbone           |  |  |       |  |  |                             |  |  |                           |  |
|                                   |                       | Margherita di Borbone     | Carlo I di Borbone           |  |  |       |  |  |                             |  |  |                           |  |
|                                   |                       | Margherita di Borbone     | Margherita di Baviera        |  |  |       |  |  |                             |  |  |                           |  |
| Carlo II d'Orléans                |                       | Margherita di Borbone     |                              |  |  |       |  |  |                             |  |  |                           |  |
|                                   | Carlo, duca d'Orléans | Luigi I di Valois-Orléans |                              |  |  |       |  |  |                             |  |  |                           |  |
|                                   | Carlo, duca d'Orléans | Luigi I di Valois-Orléans |                              |  |  |       |  |  |                             |  |  |                           |  |
|                                   | Carlo, duca d'Orléans | Valentina Visconti        |                              |  |  |       |  |  |                             |  |  |                           |  |
| Luigi XII di Francia              | Carlo, duca d'Orléans |                           |                              |  |  |       |  |  |                             |  |  |                           |  |
|                                   |                       | Maria di Clèves           | Adolfo I di Kleve            |  |  |       |  |  |                             |  |  |                           |  |
|                                   |                       | Maria di Clèves           | Adolfo I di Kleve            |  |  |       |  |  |                             |  |  |                           |  |
|                                   |                       | Maria di Clèves           | Maria di Borgogna            |  |  |       |  |  |                             |  |  |                           |  |
| Claudia di Francia                |                       | Maria di Clèves           |                              |  |  |       |  |  |                             |  |  |                           |  |
|                                   |                       | Francesco II di Bretagna  | Riccardo di Dreux            |  |  |       |  |  |                             |  |  |                           |  |
|                                   |                       | Francesco II di Bretagna  | Riccardo di Dreux            |  |  |       |  |  |                             |  |  |                           |  |
|                                   |                       | Francesco II di Bretagna  | Margherita di Valois-Orléans |  |  |       |  |  |                             |  |  |                           |  |
| Anna di Bretagna                  |                       | Francesco II di Bretagna  |                              |  |  |       |  |  |                             |  |  |                           |  |
|                                   |                       | Margherita di Foix        | Gastone IV di Foix           |  |  |       |  |  |                             |  |  |                           |  |
|                                   |                       | Margherita di Foix        | Gastone IV di Foix           |  |  |       |  |  |                             |  |  |                           |  |
|                                   |                       | Margherita di Foix        | Eleonora di Navarra          |  |  |       |  |  |                             |  |  |                           |  |
|                                   |                       | Margherita di Foix        |                              |  |  |       |  |  |                             |  |  |                           |  |